# أشلي باكستر
أشلي باكستر (بالإنجليزية: Ashleigh Baxter)‏ هي لاعبة اتحاد الرغبي أيرلندية، ولدت في 21 ديسمبر 1991 في بلفاست في المملكة المتحدة.